# Mistrzostwa Świata w Short Tracku 1989
14. Mistrzostwa Świata w Short Tracku odbyły się w Wielkiej Brytanii, w Solihull, w dniach 7 – 9 kwietnia 1989 roku. Poprzednio ta miejscowość gościła zawodników w 1978 roku. Rozegrano 10 konkurencji: 500 m, 1000 m, 1500 m, 3000 m kobiet i mężczyzn oraz sztafetę 3000 m kobiet i 5000 m mężczyzn. Medale przyznano w wieloboju i sztafetach. W klasyfikacji medalowej najlepsi byli Kanadyjczycy. 

## Klasyfikacja medalowa
| Lp. | Kraj             | Złoto | Srebro | Brąz | Razem |
| 1.  | Kanada           | 3     | 2      | 1    | 6     |
| 2.  | Holandia         | 1     | 1      | 0    | 2     |
| 3.  | Korea Południowa | 0     | 1      | 2    | 3     |
| 4.  | Chiny            | 0     | 0      | 1    | 1     |

## Medaliści
| Konkurencja | Złoto                                                                                    | Srebro | Brąz                                                                                       |
| Mężczyźni   |                                                                                          | |                                                                                            |
| Wielobój    | Michel Daignault                                                                         | Kim Ki-hoon                                                                                               | Mark Lackie                                                                                |
| Sztafeta    | Holandia Jan Hoogeveen · Jeroen Otter · Jaco Mos · Richard Suyten · Charles Veldhoven    | Kanada Laurent Daignault · Michel Daignault · Robert Dubreuil · Mark Lackie · Sylvain Gagnon              | Korea Południowa Kim Ki-hoon · Kwon Young-chui · Lee Joon-ho · Mo Ji-soo · Chang Kwon-ok   |
| Kobiety     |                                                                                          | |                                                                                            |
| Wielobój    | Sylvie Daigle                                                                            | Maryse Perreault                                                                                          | Guo Hongru                                                                                 |
| Sztafeta    | Kanada Eden Donatelli · Sylvie Daigle · Cathy Morin · Nathalie Lambert · Annie Perreault | Holandia Claudia Wolvers · Monique Velzeboer · Anja van der Poel · Joëlle van Koetsveld · Priscilla Ernst | Korea Południowa Kim So-youn · Kim Hyun-chui · Kim Jung-a · Lee Yoon-sook · Lee Hyung-jung |

## Wyniki
| Konkurencja | 1.               | 2.                   | 3.               |
| Mężczyźni   |                  |                      |                  |
| 500 metrów  | Mark Lackie      | Michel Daignault     | Yuichi Akasaka   |
| 1000 metrów | Kim Ki-hoon      | Wilfred O’Reilly     | Mark Lackie      |
| 1500 metrów | Michel Daignault | Kim Ki-hoon          | Mark Lackie      |
| 3000 metrów | Michel Daignault | Kim Ki-hoon          | Yuichi Akasaka   |
| Kobiety     |                  |                      |                  |
| 500 metrów  | Cristina Sciolla | Sylvie Daigle        | Maryse Perreault |
| 1000 metrów | Maryse Perreault | Sylvie Daigle        | Guo Hongru       |
| 1500 metrów | Sylvie Daigle    | Joëlle van Koetsveld | Maryse Perreault |
| 3000 metrów | Guo Hongru       | Nathalie Lambert     | Mariko Kinoshita |